# Jake Busey
William Jacob Busey, detto Jake (Los Angeles, 15 giugno 1971), è un attore, musicista e produttore cinematografico statunitense, accreditato talvolta come Jacob Busey o William Busey.

## Biografia
Nato a Los Angeles, Jake Busey è però cresciuto a Malibù, figlio della fotografa Judy Helkenberg e dell'attore Gary Busey. I suoi genitori divorziarono nel 1990. Trascorse l'infanzia su set cinematografici assieme al padre, iniziando a considerare l'idea di diventare attore all'età di cinque anni, mentre già stava imparando a suonare la batteria.
Debuttò al cinema con il film del 1978 Vigilato speciale assieme al padre Gary e Dustin Hoffman. Fece altre apparizioni di minore importanza in Contact con Jodie Foster nei panni del fanatico religioso e in Starship Troopers - Fanteria dello spazio con Casper Van Dien in cui interpreta il soldato Ace Levy. Compare anche nel film del 2005 War of the Worlds - L'invasione della Asylum, uno dei vari adattamenti del romanzo del 1898 La guerra dei mondi di H. G. Wells. Ebbe ruoli di maggior rilievo nei film I gattoni, nel thriller di James Mangold Identità, in The Hitcher II, con Michael J. Fox in Sospesi nel tempo di Peter Jackson e Road House 2.
Vive a Los Angeles, dove lavora con il suo gruppo musicale Sons of the Lawless, per il quale suona la batteria, talvolta la chitarra e canta. Nel 2010 registrò il primo demo con il suo gruppo di genere rock/indie, programmando un tour per il 2011.

## Filmografia

### Cinema
- Vigilato speciale (Straight Time), regia di Ulu Grosbard (1978)
- Barbarosa, regia di Fred Schepisi (1982)
- Shimmer, regia di John Hanson (1993)
- Una figlia in carriera (I'll Do Anything), regia di James L. Brooks (1994)
- PCU, regia di Hart Bochner (1994)
- Il fantasma di sentiero lucente (Windrunner), regia di William Clark (1994)
- S.F.W. - So Fucking What, regia di Jefery Levy (1994)
- The Stöned Age, regia di James Melkonian (1994)
- Twister, regia di Jan de Bont (1996)
- Sospesi nel tempo (The Frighteners), regia di Peter Jackson (1996)
- Contact, regia di Robert Zemeckis (1997)
- Lolita - I peccati di Hollywood (Quiet Days in Hollywood), regia di Josef Rusnak (1997)
- Starship Troopers - Fanteria dello spazio (Starship Troopers), regia di Paul Verhoeven (1997)
- Fast Food (Home Fries), regia di Dean Parisot (1998)
- Nemico pubblico (Enemy of the State), regia di Tony Scott (1998)
- Uno spostato sotto tiro (Held Up), regia di Steve Rash (1999)
- Tail Lights Fade, regia di Malcolm Ingram (1999)
- I gattoni (Tomcats), regia di Gregory Poirier (2001)
- Fast Sofa, regia di Salomé Breziner (2001)
- Soldifacili.com (The First $20 Million Is Always the Hardest), regia di Mick Jackson (2002)
- Lost Junction, regia di Peter Masterson (2003)
- Identità (Identity), regia di James Mangold (2003)
- The Hitcher II - Ti stavo aspettando... (The Hitcher II: I've Been Waiting), regia di Louis Morneau (2003)
- Fuga dal Natale (Christmas with the Kranks), regia di Joe Roth (2004)
- The Rain Makers, regia di Ray Ellingsen (2005)
- War of the Worlds - L'Invasione (War of the Worlds), regia di David Michael Latt (2005)
- Wristcutters - Una storia d'amore (Wristcutters: A Love Story), regia di Goran Dukic (2006) – non accreditato
- Road house - Agente antidroga (Road House 2: Last Call), regia di Scott Ziehl (2006)
- Broken, regia di Alan White (2006)
- Time Bomb, regia di Erin Berry (2008)
- Play Dead, regia di Jason Wiles (2009)
- The Killing Jar - Situazione critica (The Killing Jar), regia di Mark Young (2010)
- Cross, regia di Patrick Durham (2011)
- Crazy Eyes, regia di Adam Sherman (2012)
- Nazis at the Center of the Earth, regia di Joseph J. Lawson (2012)
- Abraham Lincoln: Vampire Hunter Sequels, regia di Nick Corirossi e Charles Ingram (2012)
- Don't Pass Me By, regia di Eric Priestley (2013)
- The Devil's Dozen, regia di Jeremy London (2013)
- Sparks, regia di Todd Burrows e Christopher Folino (2013)
- Paranormal Movie, regia di Kevin P. Farley (2013)
- Peace and Riot, regia di Damion Stephens (2013)
- Bad Blood - Debito di sangue (Wicked Blood), regia di Mark Young (2014)
- Reaper, regia di Wen-Han Shih (2014)
- Alongside Night, regia di J. Neil Schulman (2014)
- Fractured, regia di Lance Kawas (2015)
- Good Ol' Boy, regia di Frank Lotito (2015)
- Most Likely to Die, regia di Anthony DiBlasi (2015)
- Tomato, regia di Ewan Gotfryd (2015)
- Last Man Club, regia di Bo Brinkman (2016)
- Deserted, regia di Ashley Avis (2016)
- Enclosure, regia di Patrick Rea (2016)
- No Touching, regia di Adam Davis e Will Corona Pilgrim (2016)
- Expendable Assets, regia di Tino Struckmann (2016)
- Swing State, regia di Jonathan Sheldon (2017)
- Dead Again in Tombstone, regia di Roel Reiné (2017)
- Dead Ant, regia di Ron Carlson (2017)
- Ghost in the Graveyard, regia di Charlie Comparetto (2018)
- Guitars and Guns, regia di Robin Mountjoy (2018)
- The Predator, regia di Shane Black (2018)

### Televisione
- Cruel Doubt – serie TV, episodi 1x01-1x02 (1992)
- I racconti della cripta (Tales from the Crypt) – serie TV, episodio 6x11 (1994)
- Motorcycle Gang, regia di John Milius – film TV (1994)
- Black Cat Run, regia di D.J. Caruso – film TV (1998)
- Shasta McNasty – serie TV, 22 episodi (1999-2000)
- Jeremiah – serie TV, episodio 1x06 (2002)
- The Twilight Zone – serie TV, episodio 1x16 (2002)
- Fastlane – serie TV, episodio 1x12 (2003)
- Karen Sisco – serie TV, episodio 1x03 (2003)
- Streghe (Charmed) – serie TV, episodio 6x11 (2004)
- Sex, Love & Secrets – serie TV, 6 episodi (2005)
- Code Breakers, regia di Rod Holcomb – film TV (2005)
- Death Row, regia di Kevin VanHook – film TV (2006)
- Playing Chicken, regia di John Pasquin – film TV (2007)
- CSI: Miami – serie TV, episodio 5x12 (2007)
- Comanche Moon – serie TV, episodi 1x01-1x02 (2008)
- The Mentalist – serie TV, episodio 2x03 (2009)
- Padre in affitto (Sons of Tucson) – serie TV, episodio 1x01 (2010)
- La strana coppia (The Good Guys) – serie TV, episodio 1x13 (2010)
- CSI: NY – serie TV, episodio 8x02 (2011)
- The Closer – serie TV, episodio 7x13 (2011)
- Il risolutore (The Finder) – serie TV, episodio 1x04 (2012)
- Franklin & Bash – serie TV, episodio 2x09 (2012)
- Psych – serie TV, episodio 7x01 (2013)
- Perception – serie TV, episodio 2x14 (2014)
- Dal tramonto all'alba - La serie (From Dusk Till Dawn: The Series) – serie TV, 26 episodi (2014-2016)
- A Christmas Reunion, regia di Sean Olson – film TV (2015)
- Justified – serie TV, episodio 6x04 (2015)
- Texas Rising – serie TV, episodi 1x01-1x02 (2015)
- Day 5 – serie TV, episodi0 2x03 (2017)
- Freakish – serie TV, 5 episodi (2017)
- Ray Donovan – serie TV, episodi 5x09-5x10-5x11 (2017)
- NCIS - Unità anticrimine (NCIS) – serie TV, episodio 15x16 (2018)
- Agents of S.H.I.E.L.D. – serie TV, episodi 5x13-5x19 (2018)
- L.A.'s Finest – serie TV, 5 episodi (2019)
- Stranger Things – serie TV, 5 episodi (2019)
- Swamp Thing – serie TV, episodio 1x10 (2019)
- Mr. Robot – serie TV, episodio 4x01 (2019)

## Doppiatori italiani
Nelle versioni in italiano delle opere in cui ha recitato, Jake Busey è stato doppiato da:
- Vittorio De Angelis ne I gattoni, Fuga dal Natale
- Simone Mori in Identità, The Mentalist
- Gianluca Tusco in Cross, The Predator
- Roberto Certomà in Broken, Agents of S.H.I.E.L.D.
- Francesco De Francesco in Stranger Things, Mr. Robot
- Ambrogio Colombo in S.F.W. - So Fucking What
- Pasquale Anselmo in Sospesi nel tempo
- Nanni Baldini in Starship Troopers - Fanteria dello spazio
- Gianluca Iacono in The Hitcher II - Ti stavo aspettando...
- Alessandro Ballico in CSI: Miami
- Raffaele Carpentieri in The Killing Jar - Situazione critica
- Mauro Gravina in CSI: NY
- Angelo Maggi in The Closer
- Francesco Meoni ne Il risolutore
- Stefano Alessandroni in Psych
- Enrico Di Troia in Perception
- Stefano Santerini in Dal tramonto all'alba - La serie
- Paolo De Santis in Dead Again in Tombstone
- Fabrizio Dolce in Ray Donovan
- Andrea Lavagnino in NCIS - Unità anticrimine

Da doppiatore è stato sostituito da:
- Claudio Ridolfo in Spec Ops: The Line